# Rhopalosiphoninus staphyleae
Rhopalosiphoninus staphyleae är en insektsart som först beskrevs av Koch 1854.  Rhopalosiphoninus staphyleae ingår i släktet Rhopalosiphoninus och familjen långrörsbladlöss.

## Underarter
Arten delas in i följande underarter:
- R. s. staphyleae
- R. s. tulipaellus